# ستيف روبنسون
ستيف روبنسون (بالإنجليزية: Steve Robinson)‏ (17 يناير 1975 بنوتنغهام في المملكة المتحدة - ) هو لاعب كرة قدم بريطاني في مركز الوسط. لعب مع برمنغهام سيتي وسويندون تاون ونادي بيتربورو يونايتد وغرانتهام تاون ‏ ووركشوب تاون ‏ ونادي كيدرمينستر هاريرز لكرة القدم ولينكولن سيتي أف سي.

## وصلات خارجية
- ستيف روبنسون على موقع قاعدة بيانات كرة القدم.إي يو (الإنجليزية)
- ستيف روبنسون على موقع قاعدة بيانات كرة القدم.إي يو (الإنجليزية)
- ستيف روبنسون على موقع Soccerbase.com (لاعب) (الإنجليزية)